# MS Iryda
MS Iryda – jeden z bliźniaczych masowców zbudowanych dla PŻM w stoczni Mitsui w Chiba w południowo-wschodniej Japonii w latach 1999–2000; pływa pod banderą cypryjską.
Statek zwodowany został w stoczni Mitsui Engineering & Shipbuilding w Chiba 30 września 1999 roku, a jego matką chrzestną została Małgorzata Bartoszewicz, wieloletnia radca prawny w PŻM.  
Do tej serii statków należą również:
- MS Irma
- MS Isa
- MS Isolda
- MS Isadora